# Виллерс, Пётр Лукич
Пётр Лукич Виллерс (1794—1877) — академик архитектуры Императорской Академии художеств.

## Биография
Сын губернского секретаря. Воспитанник Императорской Академии художеств (1803–1811), учащийся Академии художеств (1811—1817). Получил малую серебряную медаль Академии художеств (1816). Выпущен из Академии с аттестатом 1-й степени (1817).
Получил звания академика и почётного вольного общника Академии художеств.
Жил и работал в Санкт-Петербурге.
Основные постройки
- Здание Придворной певческой капеллы (надстройка, 1834)[3]
- казармы Дворянского полка (1851)[4]
- производственные здания железопрокатного завода П. А. Матвеева[5] (1869).